# Ioan S. Spartali
Ioan S. Spartali (n. 8 mai 1855, București – d. 23 aprilie 1908, București) a fost un publicist și traducător român. A fost unul dintre cei mai prolifici traducători români de literatură din limba franceză.

## Biografie
A absolvit Liceul „Sf. Sava” din București, urmând apoi, între anii 1876-1878, cursurile Facultății de Medicină, fără a absolvi.:p. 800 A intrat în gazetărie în 1874, lucrând ca ziarist și semnând articole sub numele de Spartali sau de Mavruț. A popularizat diferite subiecte de științe sociale și naturale, publicând articole precum „Socialismul lui Moise” sau „Richard Wagner și revoluția socială” în revista Generația nouă (1896), sub influența unui spirit vag enciclopedic sau ca urmare a unor cereri redacționale.:p. 801
A publicat câteva schițe umoristice originale, cu un ușor filon liric, printre care „O picătură de rouă și soarele”, „Stea stinsă”, „Trei sunt”, „Dragomira” și „Cine intră mai lesne în paradis”, fără o importanță literară.:p. 801
Activitatea de traducător este cea care l-a făcut cunoscut, el fiind un bun cunoscător al limbii franceze. A tradus intens din literatura franceză sub imperativul necesităților redacționale și al cerințelor publicului, publicând în Romancierul ilustrat (1877-1878), Adevărul (1890-1892), Țara (1893-1895), Generația nouă (1896), Revista literară (1896-1901), Foaia pentru toți (1897-1898) și în alte ziare și reviste ale timpului. A tradus scrieri ale unor mari personalități ale literaturii universale precum Aleksandr Pușkin, Ivan Turgheniev, Victor Hugo, Gustave Flaubert, Charles Baudelaire, Émile Zola, Guy de Maupassant, George Gordon Byron, Percy Bysshe Shelley sau Edgar Allan Poe, precum și basme și legende din folclorul european. Traducerile scriitorilor francezi sunt făcute după original, în timp ce traducerile scriitorilor nefrancezi sunt realizate după traduceri în limba franceză. Spartali a tradus mult din literatura de foileton a epocii, care atrăgea un număr de cititori. Traducerile sale par realizate în grabă, fiind accesibile, cursive și atractive, în ciuda faptului că sunt insuficient cizelate artistic.:p. 801
Incluzându-l în Dicționarul Contimporanilor (1897), publicistul Dimitrie R. Rosetti scria că Spartali „a tradus peste una mie nuvele, basme, legende din literatura tuturor popoarelor, a colaborat la maĭ toate ziarele din Bucurescĭ”.

## Scrieri
- Cîntarea Cîntărilor, [de] I. S. Spartali. Cu 11 ilustrații. Bucuresci (Tip. de Lux Adolf I. Feldman), 1898.

### Traduceri (selecție)
- Basme și legende streine traduse de Ioan S. Spartali. București,1885.
- Dumas, Al. Contele de Monte Cristo. București, 1888.
- Féval, P. Fiul dracului. București, [188?].
- Gastineau, B. Geniile științei și industriei. București, 1896; 1908.
- Guyot, I. Amorul experimental. București, 1897.
- Kock, H. de. Trei-spre-dece nopți. Tîrgoviște 1882.
- Legile și misterele iubirei (text ebraic). București.
- Mary, J. O căsătorie cu revolverul. București, [190?].
- Mendes, C. Arta de a iubi. București, ?.
- Morand, J. Introducere la studiul științelor fizice. București, 1897.
- Moret, E. Aceea pe care o plâng. București, 1880.
- Peyrebrune, G. de. Christia. București, 1899.
- Poe, Edgar Allan, „Corbul”, în „Adevărul”, anul III, 1890, nr. 648, p. 2.[3]:p. 801
- Poe, Edgar Allan, „Somnoroasa”, în Revista literară, anul XVII, 1896, nr. 3.[3]:p. 801
- Poesii și Nuvele. [Byblis]. Orăștie, 1903.
- Prevost, Abatele. Manon Lescaut. București, 1896.
- Rameau, J. Romanul unui călugăr. București, 1898.
- Rinhebourg, E. Idioata. București, 1888.
- Rosny, L. D. Socia dupe morte. București, 1879.
- Sales, P. Aventuri Parisiane. Bucureșt, 1888.
- Scarswood. Domnișoara de Monte Cristo. București, 1878.
- Secundus, J. Sărutările. București, 1891.
- Turpin de Sansay. Contesa de Chavigny. București, 1882.